# 古田重然
古田重然（1544年—1615年7月6日)，戰國時代的武將。以古田織部之名享譽茶道界，通稱左介，初名景安。織部之名是由他受封的官職從五位下織部正而來。他集千利休茶道之大成，在茶器製作、建築、造園方面風格大膽且自由，帶動了安土桃山時代的流行文化「織部風」。

## 經歷
天文13年（1544年）出生，是美濃國本巢郡山口城主古田重安弟・古田重定之子，後成為重安養子。重定在當時即以茶湯之道聞名，重然應該很早就接觸到茶道的相關知識。不過在松屋久重所編「茶道四祖傳書」中所引用佐久間不干斎的口敘傳聞中，卻也有重然早年很討厭茶道的說法，由於重然史料可查最早的茶會紀錄是已年過四旬的天正11年(1583年)，故早年未鑽研茶道之說也有一定之可能。
古田家起初為美濃國守護土岐氏部下，永禄9年（1567年）織田信長入主美濃後成為其家臣，重然亦成為信長手下的使番(傳達軍令、監察、與敵軍進行交涉的軍使)。參加了翌年信長的上洛軍，以及攝津的攻略。永禄11年（1569年）與攝津茨木城主中川清秀之妹阿千結婚。
天正4年（1576年），成為山城國乙訓郡上久世莊（今京都市南區）的代官。天正6年（1578年）7月在織田信忠的播磨神谷城攻略中立功，更在同年11月荒木村重反叛時，成功說服義兄中川清秀倒戈至信長方。之後參加過羽柴秀吉的播磨攻略及明智光秀的丹波攻略、以及武田征伐。做為一名俸祿僅3百貫的武士轉戰各地。
信長死後歸屬羽柴秀吉，在山崎合戰之際說服清秀投向秀吉並交出人質。天正11年（1583年）正月參與討伐伊勢龜山城的瀧川一益，同年4月的賤岳之戰亦立下戰功。但清秀卻在此戰死亡，重然成為清秀長男中川秀政的輔佐人。
在翌年爆發的小牧長久手之戰、天正13年（1585年）的紀州征伐、四國的長宗我部攻略時皆於秀政一同出陣。同年7月受關白豐臣秀吉封為從五位下織部正（織部助）並得到山城國西岡的3萬5000石土地，但同時免除秀政輔佐人的身份。之後九州征伐、小田原之戰皆有參加，但文祿慶長兩戰時做為後備眾留守名護屋城。
天正10年（1582年）開始與茶道名人千利休來往，在這期間亦拜入其門下，並成為後來“利休七哲”之一。天正19年（1591年）秀吉將利休放逐時、利休的親交畏懼秀吉的權勢而並未出面，僅有古田織部與細川忠興前來送行。利休死後，織部繼承了其茶道地位。慶長3年（1598年）將家督之職傳予嫡子古田重廣後隱居。
慶長5年（1600年）9月爆發關原之戰，織部加入東軍，但其酷似其師利休的叛逆性格，頂撞德川幕府的行為層出不窮。另一方面，古田織部在茶道方面的盛名使其在朝廷、貴族、寺社、商人間皆佔有一席之地，對全國大名也有一定影響力，為此幕府方面隱隱透露出擔憂。
慶長20年（1615年）的大阪夏之陣、織部的茶頭木村宗喜被懷疑與豐臣家內通，在京都一帶放火，遭到京都所司代板倉勝重逮捕。木村的主君古田織部亦沾上內通的嫌疑。与其师茶圣千利休相同，在大阪城陷落後的6月11日被下令切腹，織部對此毫不解釋而自殺，享年72。嫡子重廣亦切腹，木村宗喜被處死。
織部死後，他所開創的織部燒、織部流仍繼續流傳後世。

## 古田織部的茶道
古田織部忠實繼承了利休「與眾不同」的精神，與利休的靜謐對比，織部的風格強調動態、破調的美，自成一派。他讓職人及陶匠進行創作競賽，自己則做為指評判者加以指導並整合。利休死後，他壓過其它名茶人得到「天下第一茶湯名人」的美稱，得到一件織部的作品足以象徵地位。將桃山時代的華麗風格帶進茶道而受時人廣泛接受，重要的作品有「古伊賀水指 銘 破袋」（重要文化財，收藏於五島美術館）等。代表的茶室有「燕庵」（重要文化財）。織部的書法特色是略向左傾斜的特徵，估計本阿彌光悅亦受其影響。茶書「織部百條」等留傳。
茶道弟子有小堀政一、上田重安、德川秀忠、金森可重、本阿彌光悅、毛利秀元等人。
織部所使用的「破調的美」表現法、即將器物技巧性的破壞後再復合，藉以期待從中產生的美的方式，實物有為了將茶碗縮小而從中十字型切開再接合的「大井戸茶碗　銘須彌　別銘十文字（三井紀念美術館藏）」、將墨跡切斷兩處的「流園悟（東京國立博物館藏）」等。關於此點加藤唐九郎評為「利休欣賞自然的美但不會去創造它，織部則是將美創造出來的人。茶器成為藝術品乃是始於織部」。（海音寺潮五郎「日本的名匠」 中公文庫）

## 後世作品
- 戰國鬼才傳：山田芳裕著，以古田重然的生平為主題的漫畫，2011年動畫化在NHK播出。
- 戰國權兵衛：宮下英樹著，以仙石秀久的生平為主題的漫畫。在其中第182話出現